# 2-й Лютневий провулок (Мелітополь)
2-й Лютневий провулок — провулок в Мелітополі. Йде від Інтеркультурної вулиці до вулиці Володимира Тимошенка. Забудований приватними будинками.

## Назва
Поруч з провулком проходять однойменні Лютнева вулиця і 1-й Лютневий провулок.

## Історія
Перша відома згадка провулка датується 28 листопада 1950 року.

## Об'єкти
- Школа № 22